# Stolac (Zengg)
Stolac falu Horvátországban, Lika-Zengg megyében. Közigazgatásilag Zengghez tartozik.

## Fekvése
Zengg központjától 10 km-re délkeletre, a Velebit-hegység területén, a hegyek között szétszórtan fekszik. Stolac hét különálló településből áll, melyek néhány kilométerre fekszenek egymástól, magassági eltérésük esetenként meghaladja a 300 métert. A központi település Veliki Stolac ahol a templom is található. A templomtól tiszta időben szép kilátás nyílik a Kvarner-öböl közel eső részére a Krk, a Rab, a Cres és a Pag szigettel.

## Története
A környéken nem találtak olyan nyomot, hogy az már a történelem előtti időben is lakott lett volna. A mai lakosság betelepülése előtt földművelők és állattartók éltek ezen a vidéken. A török hódítás előrehaladásával folyamatos lettek rablócsapatok zaklatásai. Végül amikor a török meglepetésszerűen megtámadta Karlobagot, sok lakost megölt, a házakat felgyújtotta és az egész környéket elpusztította a maradék lakosság biztonságosabb helyekre menekült. A portyázók a tengerparton már Fiuméig, sőt tovább is elértek. A Zenggtől délre eső vidék 1522 után a megerősített helyek (Jablanac, Starigrad, Karlobag) kivételével már lényegében lakatlan volt. A 17. század közepére a török elleni védelem megerősödött és a vidék újra biztonságosabb lett. 1645-től Jasenica, Obrovac és Karin területéről sok menekült települt ide, 1677-ben pedig az uszkókok nagy része települt le Sveti Juraj környékén és a tőle északra fekvő vidékekre, ahol rögtön megalapították saját falvaikat. Stolacot a 17. század második felében alapították Dalmáciából és Hercegovinából érkezett horvát katolikus menekültek, akik földműveléssel, állattartással és erdei munkákkal foglalkoztak. 1857-ben 266, 1910-ben 342 lakosa volt. A település  1920-ig Lika-Korbava vármegye Zenggi járásához tartozott. Ezt követően előbb a Szerb–Horvát–Szlovén Királyság, majd Jugoszlávia része lett. Jugoszlávia felbomlása után 1991-ben a független Horvátország része lett. 2011-ben 41 lakosa volt.

## Lakosság
| Lakosság változása | Lakosság változása | Lakosság változása | Lakosság változása | Lakosság változása | Lakosság változása | Lakosság változása | Lakosság változása | Lakosság változása | Lakosság változása | Lakosság változása | Lakosság változása | Lakosság változása | Lakosság változása | Lakosság változása | Lakosság változása |
| ------------------ | ------------------ | ------------------ | ------------------ | ------------------ | ------------------ | ------------------ | ------------------ | ------------------ | ------------------ | ------------------ | ------------------ | ------------------ | ------------------ | ------------------ | ------------------ |
| 1857               | 1869               | 1880               | 1890               | 1900               | 1910               | 1921               | 1931               | 1948               | 1953               | 1961               | 1971               | 1981               | 1991               | 2001               | 2011               |
| 266                | 535                | 467                | 367                | 321                | 342                | 394                | 416                | 430                | 359                | 349                | 267                | 177                | 87                 | 55                 | 41                 |

## Nevezetességei
Szent Péter és Pál apostolok tiszteletére szentelt kis temploma 2007-ben épült. A senjska dragai plébánia filiája.